# Kolhozçi Türkmengala
Kolhozçi Türkmengala (turkm. «Kolhozçi» futbol kluby, Türkmengala) – turkmeński klub piłkarski, mający siedzibę w mieście Türkmengala w południowo-wschodniej części kraju.
W latach 1992–1993 występował w Ýokary Liga.

## Historia
Chronologia nazw:
- 1992: Kolhozçi Türkmengala (ros. «Колхозчи» Туркмен-Кала)

Piłkarski klub Kolhozçi Türkmengala został założony w miejscowości Türkmengala w 1992 roku. W 1992 debiutował w pierwszych niepodległych rozgrywkach Wyższej Ligi Turkmenistanu, w której zajął 10. miejsce. W 1993 najpierw nie zakwalifikował się do szóstki najlepszych drużyn walczących o mistrzostwo, a potem zmagał się o utrzymanie w lidze w grupie spadkowej. Jednak w następnym roku nie przystąpił do rozgrywek. Potem klub występował w Pierwszej Lidze.

## Sukcesy

### Trofea międzynarodowe
Nie uczestniczył w rozgrywkach azjatyckich (stan na 31-05-2015).

### Trofea krajowe
Turkmenistan
| \| \| Zdobyte trofea w rozgrywkach Turkmenistanu (stan na: 31-12-2015) \| |                                                                  |      |          |
| Rozgrywki                                                                 | Osiągnięcie                                                      | Razy | Sezon(y) |
| Mistrzostwo                                                               | I miejsce                                                        | 0    |          |
| Mistrzostwo                                                               | II miejsce                                                       | 0    |          |
| Mistrzostwo                                                               | III miejsce                                                      | 0    |          |
| Mistrzostwo                                                               | 9. miejsce                                                       | 1    | 1993     |
| Puchar                                                                    | zdobywca                                                         | 0    |          |
| Puchar                                                                    | finalista                                                        | 0    |          |
| Puchar                                                                    | 1/8 finału                                                       | 1    | 1993     |
| II liga                                                                   | I miejsce                                                        | 0    | 0        |
| II liga                                                                   | II miejsce                                                       | 0    | 0        |
| II liga                                                                   | III miejsce                                                      | 0    |          |
| Turkmenistan                                                              | Zdobyte trofea w rozgrywkach Turkmenistanu (stan na: 31-12-2015) |      |          |